# Seznam památných stromů v okrese Chomutov
Toto je seznam památných stromů v okrese Chomutov, v němž jsou uvedeny památné stromy na území okresu Chomutov.
| Název                                           | Obrázek                                             | Umístění                                                       | Druh                                                                    | Obvod [v cm] | Kód wikidata     | Galerie                                                                          | Poznámka |
| ----------------------------------------------- | --------------------------------------------------- | -------------------------------------------------------------- | ----------------------------------------------------------------------- | --- | ---------------- | -------------------------------------------------------------------------------- | --- |
| Ahníkovská lípa                                 | Ahníkovská lípa                                     | Ahníkov 50°26′44″ s. š., 13°19′3″ v. d.                        | lípa malolistá                                                          | 440 | 102033 Q26787440 | Kategorie „Ahníkovská lípa“ na Wikimedia Commons                                 | V zaniklé obci, na travnaté ploše vedle komunikace Výška 10 m, obvod kmene 440 cm, stáří 200 let                                                                                |
| Lípy u kostela v Blatně                         |                                                     | Blatno u Chomutova 50°30′43″ s. š., 13°21′34″ v. d.            | lípa malolistá (2)                                                      | 528 705 | 102024 Q26780487 | Kategorie „Lípy u kostela v Blatně“ na Wikimedia Commons                         | V obci u kostela |
| Dub Sv. Anny                                    |                                                     | Březno u Chomutova 50°24′11″ s. š., 13°25′16″ v. d.            | dub letní                                                               | 436 | 105868 Q26790478 |                                                                                  | U silnice cca 10 m jižně od hranice dubo-borového lesa |
| Jelení smrk                                     |                                                     | Černý Potok 50°30′3″ s. š., 13°3′35″ v. d.                     | smrk ztepilý                                                            | 274 | 105686 Q26790232 |                                                                                  | V lesním porostu u bezejmenného potoka nedaleko zbořeniště hostince Bílý Jelen                                                                                                  |
| Dub u osady Černýš                              | Dub u osady Černýš                                  | Černýš 50°22′9″ s. š., 13°8′11″ v. d.                          | dub letní                                                               | 305 | 105217 Q26789730 | Kategorie „Dub u osady Černýš“ na Wikimedia Commons                              | Na svažitém pozemku východně od osady Černýš |
| Lípa u Lužného                                  | Lípa u Lužného                                      | Černýš 50°22′26″ s. š., 13°6′43″ v. d.                         | lípa velkolistá                                                         | 280 | 102064 Q26787566 | Kategorie „Lípa u Lužného“ na Wikimedia Commons                                  | cca 200 m západně od obce na rozhraní polní cesty |
| Lípa v Černýši                                  | Lípa v Černýši                                      | Černýš 50°22′42″ s. š., 13°7′42″ v. d.                         | lípa malolistá                                                          | 450 | 102066 Q26787568 | Kategorie „Lípa u Černýši“ na Wikimedia Commons                                  | SV úpatí vrchu Hradiště |
| Dub u Červeného Hrádku                          |                                                     | Červený Hrádek u Jirkova 50°30′42″ s. š., 13°27′33″ v. d.      | dub letní                                                               | 513 | 102073 Q26787573 |                                                                                  | v blízkosti koupaliště, pravý břeh toku Lužec |
| Jasan u cesty                                   |                                                     | Červený Hrádek u Jirkova 50°30′49″ s. š., 13°27′0″ v. d.       | jasan ztepilý                                                           | 530 | 105572 Q26790146 |                                                                                  | Vlevo od silnice z Červeného Hrádku do Drmal |
| Dub u Nivského potoka                           | Dub u Nivského potoka                               | Červený Hrádek u Jirkova 50°30′47″ s. š., 13°27′28″ v. d.      | dub letní                                                               | 410 | 102059 Q26787562 | Kategorie „Dub u Nivského potoka“ na Wikimedia Commons                           | Na levém břehu potoka Lužec (Nivský potok) v místě, kde polní cestu vedoucí od budov Sadů a školek křižuje                                                                      |
| Alej na Kamenném vrchu                          |                                                     | Chomutov I 50°28′51″ s. š., 13°25′20″ v. d.                    | dub letní (37) lípa malolistá (2)                                       | & Chyba ve výrazu: Neočekávaný operátor / Chyba ve výrazu: Neočekávaný operátor / Chyba ve výrazu: Neočekávaný operátor / Chyba ve výrazu: Neočekávaný operátor / Chyba ve výrazu: Neočekávaný operátor / Chyba ve výrazu: Neočekávaný operátor / Chyba ve výrazu: Neočekávaný operátor / Chyba ve výrazu: Neočekávaný operátor / Chyba ve výrazu: Neočekávaný operátor / Chyba ve výrazu: Neočekávaný operátor / Chyba ve výrazu: Neočekávaný operátor / Chyba ve výrazu: Neočekávaný operátor / Chyba ve výrazu: Neočekávaný operátor / Chyba ve výrazu: Neočekávaný operátor / Chyba ve výrazu: Neočekávaný operátor / -1.0000-0 | 106560           |                                                                                  | Na sídlišti Kamenná, mezi ulicemi Kamenná a Březový vrch. |
| Dub u střelnice                                 | Dub u Střelnice                                     | Chomutov I 50°28′22″ s. š., 13°24′23″ v. d.                    | dub zimní                                                               | 380 | 104765 Q26789380 | Kategorie „Dub u střelnice“ na Wikimedia Commons                                 | Ve svahu vedle střelnice u pěší cesty na sídliště Březenecká |
| Chomutovská kaštanka                            | Chomutovská kaštanka                                | Chomutov I 50°28′37″ s. š., 13°25′24″ v. d.                    | kaštanovník setý (152)                                                  | & Chyba ve výrazu: Neočekávaný operátor / Chyba ve výrazu: Neočekávaný operátor / Chyba ve výrazu: Neočekávaný operátor / Chyba ve výrazu: Neočekávaný operátor / Chyba ve výrazu: Neočekávaný operátor / Chyba ve výrazu: Neočekávaný operátor / Chyba ve výrazu: Neočekávaný operátor / Chyba ve výrazu: Neočekávaný operátor / Chyba ve výrazu: Neočekávaný operátor / Chyba ve výrazu: Neočekávaný operátor / Chyba ve výrazu: Neočekávaný operátor / Chyba ve výrazu: Neočekávaný operátor / Chyba ve výrazu: Neočekávaný operátor / Chyba ve výrazu: Neočekávaný operátor / Chyba ve výrazu: Neočekávaný operátor / -1.0000-0 | 102074 Q11726461 | Kategorie „Chomutovská kaštanka“ na Wikimedia Commons                            | porost v areálu Podkrušnohorského lesoparku |
| Kaštanovníky ve střelnici                       | Kaštanovníky ve Střelnici                           | Chomutov I 50°28′22″ s. š., 13°24′22″ v. d.                    | kaštanovník setý (3)                                                    | & Chyba ve výrazu: Neočekávaný operátor / Chyba ve výrazu: Neočekávaný operátor / Chyba ve výrazu: Neočekávaný operátor / Chyba ve výrazu: Neočekávaný operátor / Chyba ve výrazu: Neočekávaný operátor / Chyba ve výrazu: Neočekávaný operátor / Chyba ve výrazu: Neočekávaný operátor / Chyba ve výrazu: Neočekávaný operátor / Chyba ve výrazu: Neočekávaný operátor / Chyba ve výrazu: Neočekávaný operátor / Chyba ve výrazu: Neočekávaný operátor / Chyba ve výrazu: Neočekávaný operátor / Chyba ve výrazu: Neočekávaný operátor / Chyba ve výrazu: Neočekávaný operátor / Chyba ve výrazu: Neočekávaný operátor / -1.0000-0 | 102030 Q26780485 | Kategorie „Kaštanovníky ve střelnici“ na Wikimedia Commons                       | V areálu střelnice |
| Platany u SPŠ v Chomutově                       | Platany u SPŠ v Chomutově                           | Chomutov I 50°27′29″ s. š., 13°24′49″ v. d.                    | platan javorolistý (12)                                                 | & Chyba ve výrazu: Neočekávaný operátor / Chyba ve výrazu: Neočekávaný operátor / Chyba ve výrazu: Neočekávaný operátor / Chyba ve výrazu: Neočekávaný operátor / Chyba ve výrazu: Neočekávaný operátor / Chyba ve výrazu: Neočekávaný operátor / Chyba ve výrazu: Neočekávaný operátor / Chyba ve výrazu: Neočekávaný operátor / Chyba ve výrazu: Neočekávaný operátor / Chyba ve výrazu: Neočekávaný operátor / Chyba ve výrazu: Neočekávaný operátor / Chyba ve výrazu: Neočekávaný operátor / Chyba ve výrazu: Neočekávaný operátor / Chyba ve výrazu: Neočekávaný operátor / Chyba ve výrazu: Neočekávaný operátor / -1.0000-0 | 102075 Q26780486 | Kategorie „Platany u SPŠ v Chomutově“ na Wikimedia Commons                       | v okolí školy |
| Dub v Křižíkově ulici †                         | Dub v Křižíkově ulici                               | Jirkov 50°30′13″ s. š., 13°27′0″ v. d.                         | dub letní                                                               | 420 | 102061 Q26787563 | Kategorie „Dub v Křižíkově ulici“ na Wikimedia Commons                           | V centru obce v Křižíkově ulici, u zahradě 1.ZŠ. Ochrana zrušena 01. února 2016.                                                                                                |
| Hlošina u Olejomlýnského parku v Jirkově        |                                                     | Jirkov 50°29′46″ s. š., 13°26′36″ v. d.                        | hlošina úzkolistá                                                       | 214 | 102046 Q26787501 |                                                                                  | V Palackého ulici na zahradě za domem čp. 592 |
| Skupina dubů v ulici U dubu                     | Skupina dubů U Dubu                                 | Jirkov 50°30′12″ s. š., 13°27′0″ v. d.                         | dub letní (8)                                                           | & Chyba ve výrazu: Neočekávaný operátor / Chyba ve výrazu: Neočekávaný operátor / Chyba ve výrazu: Neočekávaný operátor / Chyba ve výrazu: Neočekávaný operátor / Chyba ve výrazu: Neočekávaný operátor / Chyba ve výrazu: Neočekávaný operátor / Chyba ve výrazu: Neočekávaný operátor / Chyba ve výrazu: Neočekávaný operátor / Chyba ve výrazu: Neočekávaný operátor / Chyba ve výrazu: Neočekávaný operátor / Chyba ve výrazu: Neočekávaný operátor / Chyba ve výrazu: Neočekávaný operátor / Chyba ve výrazu: Neočekávaný operátor / Chyba ve výrazu: Neočekávaný operátor / Chyba ve výrazu: Neočekávaný operátor / -1.0000-0 | 102060 Q26780489 | Kategorie „Skupina dubů v ulici U dubu“ na Wikimedia Commons                     | Ve středu obce u křižovatky ulic U dubu a Jezerská |
| Dub sv. Petra a Pavla                           | Dub sv. Petra a Pavla                               | Kadaň 50°22′48″ s. š., 13°16′10″ v. d.                         | dub letní                                                               | 239 | 105520 Q26790100 | Kategorie „Dub svatého Petra a Pavla“ na Wikimedia Commons                       | Vedle kostela sv. Petra a Pavla |
| Kadaňská douglaska                              | Kadaňská douglaska                                  | Kadaň 50°22′52″ s. š., 13°15′34″ v. d.                         | douglaska tisolistá                                                     | 129 | 105479 Q26790060 | Kategorie „Kadaňská douglaska“ na Wikimedia Commons                              | V lesním porostu severně od obce |
| Kadaňská hrušeň                                 | Kadaňská hrušeň                                     | Kadaň 50°22′18″ s. š., 13°16′52″ v. d.                         | hrušeň obecná                                                           | 209 | 102026 Q26787434 | Kategorie „Kadaňská hrušeň“ na Wikimedia Commons                                 | Na křižovatce Žitné ulice a cesty od garáží |
| Lípy u kaple sv. Jana Křtitele                  | Lípy u kaple sv. Jana Křtitele                      | Kadaň 50°22′44″ s. š., 13°15′34″ v. d.                         | lípa malolistá (2)                                                      | 416 341 | 102054 Q26780501 | Kategorie „Lípy u kaple svatého Jana Křtitele“ na Wikimedia Commons              | Mezi komunikací Kadaň-Mikulovice a místní komunikací, u kaple sv. Jana Křtitele poblíž františkánského kláštera                                                                 |
| Máchův dub                                      |                                                     | Kadaň 50°22′37″ s. š., 13°15′49″ v. d.                         | dub letní sloupovitý                                                    | 211 | 105805 Q26790384 | Kategorie „Máchův dub“ na Wikimedia Commons                                      | Máchova ulice |
| Nádražní lípa                                   |                                                     | Kadaň 50°23′8″ s. š., 13°16′11″ v. d.                          | lípa malolistá                                                          | 280 | 105519 Q26790098 | Kategorie „Nádražní lípa“ na Wikimedia Commons                                   | Vedle bývalé nádražní budovy železniční stanice Kadaň |
| Svatojakubská hrušeň                            | Svatojakubská hrušeň                                | Kadaň 50°22′30″ s. š., 13°16′39″ v. d.                         | hrušeň obecná                                                           | 138 | 105701 Q26790247 | Kategorie „Svatojakubská hrušeň“ na Wikimedia Commons                            | Ve Věžní ulici pod železničním náspem |
| Svatojánská lípa                                | Svatojánská lípa                                    | Kadaň 50°22′54″ s. š., 13°16′15″ v. d.                         | lípa malolistá                                                          | 310 | 102057 Q26787555 | Kategorie „Svatojánská lípa (Kadaň)“ na Wikimedia Commons                        | V ulici kpt. Jaroše, ve stráni vedle sochy sv. Jana Peregrinského |
| Dub u koupaliště                                | Dub u koupaliště                                    | Klášterec nad Ohří 50°23′28″ s. š., 13°10′31″ v. d.            | dub letní                                                               | 400 | 102069 Q26787570 | Kategorie „Dub u koupaliště v Klášterci nad Ohří“ na Wikimedia Commons           | u koupaliště v Klášterci n.O. |
| Duby ve Školní ulici                            | Duby ve Školní ulici                                | Klášterec nad Ohří 50°23′23″ s. š., 13°10′37″ v. d.            | dub letní (3)                                                           | & Chyba ve výrazu: Neočekávaný operátor / Chyba ve výrazu: Neočekávaný operátor / Chyba ve výrazu: Neočekávaný operátor / Chyba ve výrazu: Neočekávaný operátor / Chyba ve výrazu: Neočekávaný operátor / Chyba ve výrazu: Neočekávaný operátor / Chyba ve výrazu: Neočekávaný operátor / Chyba ve výrazu: Neočekávaný operátor / Chyba ve výrazu: Neočekávaný operátor / Chyba ve výrazu: Neočekávaný operátor / Chyba ve výrazu: Neočekávaný operátor / Chyba ve výrazu: Neočekávaný operátor / Chyba ve výrazu: Neočekávaný operátor / Chyba ve výrazu: Neočekávaný operátor / Chyba ve výrazu: Neočekávaný operátor / -1.0000-0 | 102068 Q26780504 | Kategorie „Duby ve Školní ulici“ na Wikimedia Commons                            | v areálu základní a mateřské školy |
| Ježíšův dub                                     | Ježíšův dub                                         | Klášterec nad Ohří 50°23′11″ s. š., 13°9′49″ v. d.             | dub letní                                                               | 492 | 106351 Q84503275 | Kategorie „Ježíšův dub“ na Wikimedia Commons                                     | Na okraji komunikace v ulici Karlovarská naproti čerpací stanici pohonných hmot                                                                                                 |
| Žeberská lípa                                   | Žeberská lípa                                       | Kundratice u Chomutova 50°32′10″ s. š., 13°28′30″ v. d.        | lípa malolistá                                                          | 740 | 105789 Q10271814 | Kategorie „Žeberská lípa“ na Wikimedia Commons                                   | V oploceném prostoru na jižní hranici NPR Jezerka poblíž rozcestí cest – jedné vedoucí k vodní nádrži Jezeří nad levým břehem Vesnického potoka a druhé vedoucí na zámek Jezeří |
| Louchovská lípa                                 | Louchovská lípa                                     | Louchov 50°25′34″ s. š., 13°11′27″ v. d.                       | lípa malolistá                                                          | 460 | 106286 Q73601971 | Kategorie „Louchovská lípa“ na Wikimedia Commons                                 | na návsi při vstupní bráně ohradní zdi kostela sv. Jakuba Staršího v části obce Louchov                                                                                         |
| Lípy u kapličky v Málkově                       | Lípy u kapličky v Málkově                           | Málkov u Chomutova 50°26′44″ s. š., 13°19′59″ v. d.            | lípa malolistá (1)                                                      | 263 | 102031 Q26780483 | Kategorie „Lípy u kapličky v Málkově“ na Wikimedia Commons                       | V obci u kapličky; 1 lípa při tornádu v r. 2000 zanikla |
| Dub u Radechova                                 | Dub u Radechova                                     | Mašťov 50°16′54″ s. š., 13°15′35″ v. d.                        | dub letní                                                               | 650 | 102034 Q26787441 | Kategorie „Dub u Radechova“ na Wikimedia Commons                                 | Na svahu pod polní komunikací mezi lesem a potokem Liboc |
| Mašťovské podzámecké duby                       | Mašťovské podzámecké duby v březnu 2022             | Mašťov 50°15′49″ s. š., 13°16′48″ v. d.                        | dub letní (1) dub letní sloupovitý (1)                                  | 339 272 | 102044 Q26780496 | Kategorie „Mašťovské podzámecké duby“ na Wikimedia Commons                       | V obci v zámeckém parku |
| Skupina památných stromů v Mašťově pod Lisovnou | Památné stromy v Mašťově pod Lisovnou v březnu 2022 | Mašťov 50°15′47″ s. š., 13°16′18″ v. d.                        | dub letní (4) buk lesní (1) jasan ztepilý (1) olše lepkavá (1)          | & Chyba ve výrazu: Neočekávaný operátor / Chyba ve výrazu: Neočekávaný operátor / Chyba ve výrazu: Neočekávaný operátor / Chyba ve výrazu: Neočekávaný operátor / Chyba ve výrazu: Neočekávaný operátor / Chyba ve výrazu: Neočekávaný operátor / Chyba ve výrazu: Neočekávaný operátor / Chyba ve výrazu: Neočekávaný operátor / Chyba ve výrazu: Neočekávaný operátor / Chyba ve výrazu: Neočekávaný operátor / Chyba ve výrazu: Neočekávaný operátor / Chyba ve výrazu: Neočekávaný operátor / Chyba ve výrazu: Neočekávaný operátor / Chyba ve výrazu: Neočekávaný operátor / Chyba ve výrazu: Neočekávaný operátor / -1.0000-0 | 102025 Q26780495 | Kategorie „Skupina památných stromů v Mašťově pod Lisovnou“ na Wikimedia Commons | Na úpatí a pod zalesněným vrchem Lisovna v Mašťově, od jihu ohraničeny mlýnským náhonem; 1 strom zanikl                                                                         |
| Mikulovická lípa                                | Mikulovická lípa                                    | Mikulovice u Vernéřova 50°23′18″ s. š., 13°14′2″ v. d.         | lípa malolistá                                                          | 766 | 102072 Q26787572 | Kategorie „Mikulovická lípa“ na Wikimedia Commons                                | při pravé straně silnice Klášterec n.O.Kadaň |
| Jírovec v Miřeticích                            | Jírovec v Miřeticíh                                 | Miřetice u Klášterce nad Ohří 50°22′56″ s. š., 13°11′23″ v. d. | jírovec maďal                                                           | 388 | 102067 Q26787569 | Kategorie „Jírovec v Miřeticích“ na Wikimedia Commons                            | v sousedství zahradnictví Platil Klášterec n.O. |
| Hasištejnská lípa                               | Hasištejnská lípa                                   | Místo 50°26′39″ s. š., 13°15′13″ v. d.                         | lípa malolistá                                                          | 397 | 102020 Q26787430 | Kategorie „Hasištejnská lípa“ na Wikimedia Commons                               | Na břehu Prunéřovského potoka |
| Lípa v Místě na hřbitově                        | Lípa na hřbitově                                    | Místo 50°26′44″ s. š., 13°16′10″ v. d.                         | lípa malolistá                                                          | 663 | 102023 Q26787433 | Kategorie „Lípa v Místě na hřbitově“ na Wikimedia Commons                        | V obci u hřbitovní zdi |
| Smrky u Prunéřovského potoka                    |                                                     | Místo 50°26′29″ s. š., 13°14′35″ v. d.                         | smrk ztepilý (3)                                                        | & Chyba ve výrazu: Neočekávaný operátor / Chyba ve výrazu: Neočekávaný operátor / Chyba ve výrazu: Neočekávaný operátor / Chyba ve výrazu: Neočekávaný operátor / Chyba ve výrazu: Neočekávaný operátor / Chyba ve výrazu: Neočekávaný operátor / Chyba ve výrazu: Neočekávaný operátor / Chyba ve výrazu: Neočekávaný operátor / Chyba ve výrazu: Neočekávaný operátor / Chyba ve výrazu: Neočekávaný operátor / Chyba ve výrazu: Neočekávaný operátor / Chyba ve výrazu: Neočekávaný operátor / Chyba ve výrazu: Neočekávaný operátor / Chyba ve výrazu: Neočekávaný operátor / Chyba ve výrazu: Neočekávaný operátor / -1.0000-0 | 102071 Q26780482 | Kategorie „Smrky u Prunéřovského potoka“ na Wikimedia Commons                    | levý břeh Prunéřovského potoka v ohybu silnice Prunéřov Volyně |
| Lípa v Ondřejově                                | Lípa v Ondřejově                                    | Ondřejov u Perštejna 50°23′7″ s. š., 13°5′9″ v. d.             | lípa velkolistá                                                         | 380 | 102079 Q26787576 | Kategorie „Lípa v Ondřejově“ na Wikimedia Commons                                | Jihozápadní okraj osady,130 m jihozápadně od bývalé kapličky |
| Lípy u kapličky                                 | Lípy u kapličky v Ondřejově                         | Ondřejov u Perštejna 50°23′8″ s. š., 13°5′17″ v. d.            | lípa velkolistá (2)                                                     | 502 473 | 102080 Q26780503 | Kategorie „Lípy u kapličky v Ondřejově“ na Wikimedia Commons                     | V centru obce před bývalou kapličkou; obvod kmenů 400 cm |
| Skupina modřínů a smrků v pastvinském údolí     | Skupina modřínů a smrků                             | Pastviny 50°20′43″ s. š., 13°13′34″ v. d.                      | smrk ztepilý (9) modřín opadavý (23)                                    | & Chyba ve výrazu: Neočekávaný operátor / Chyba ve výrazu: Neočekávaný operátor / Chyba ve výrazu: Neočekávaný operátor / Chyba ve výrazu: Neočekávaný operátor / Chyba ve výrazu: Neočekávaný operátor / Chyba ve výrazu: Neočekávaný operátor / Chyba ve výrazu: Neočekávaný operátor / Chyba ve výrazu: Neočekávaný operátor / Chyba ve výrazu: Neočekávaný operátor / Chyba ve výrazu: Neočekávaný operátor / Chyba ve výrazu: Neočekávaný operátor / Chyba ve výrazu: Neočekávaný operátor / Chyba ve výrazu: Neočekávaný operátor / Chyba ve výrazu: Neočekávaný operátor / Chyba ve výrazu: Neočekávaný operátor / -1.0000-0 | 102050 Q26780498 | Kategorie „Skupina modřínů a smrků v pastvinském údolí“ na Wikimedia Commons     | V údolí Pastvinského potoka |
| Dub u Pavlova                                   | Dub u Pavlova                                       | Pavlov u Vernéřova 50°25′9″ s. š., 13°13′9″ v. d.              | dub zimní                                                               | 356 | 102065 Q26787567 | Kategorie „Dub u Pavlova“ na Wikimedia Commons                                   | úpatí pahorku 300 m od silnice Vernéřov-Pavlov |
| Sládečkův dub                                   | Sládečkův dub                                       | Pokutice 50°22′26″ s. š., 13°14′15″ v. d.                      | dub letní                                                               | 314 | 105806 Q26790385 | Kategorie „Sládečkův dub“ na Wikimedia Commons                                   | V remízku uprostřed pastviny na kamenném snosu cca 40 m od elektr. vedení mezi sloupy č. 258 a 259, za elektrickým ohradníkem                                                   |
| Dub sv. Kryštofa                                | Dub svatého Kryštofa                                | Prunéřov 50°24′22″ s. š., 13°15′3″ v. d.                       | dub letní                                                               | 342 | 102027 Q26787436 | Kategorie „Dub svatého Kryštofa“ na Wikimedia Commons                            | Na ploše mezi důlní vlečkou, tratí ČD č. 140 a 164 a komunikací Kadaň-Prunéřov                                                                                                  |
| Kukaččí smrk                                    | Kukaččí smrk                                        | Prunéřov 50°26′30″ s. š., 13°14′38″ v. d.                      | smrk ztepilý                                                            | 395 | 102056 Q26787545 | Kategorie „Kukaččí smrk“ na Wikimedia Commons                                    | Ve stráni nad lesní pěšinou vedoucí podél Prunéřovského potoka |
| Prunéřovská lípa                                | Prunéřovská lípa                                    | Prunéřov 50°25′47″ s. š., 13°15′36″ v. d.                      | lípa malolistá                                                          | 498 | 102055 Q26787537 | Kategorie „Prunéřovská lípa“ na Wikimedia Commons                                | V severní části obce za mostem, uprostřed hospodářského dvora menší usedlosti                                                                                                   |
| Skupina třmeňáckých dubů                        |                                                     | Prunéřov 50°24′2″ s. š., 13°15′8″ v. d.                        | dub letní (6)                                                           | & Chyba ve výrazu: Neočekávaný operátor / Chyba ve výrazu: Neočekávaný operátor / Chyba ve výrazu: Neočekávaný operátor / Chyba ve výrazu: Neočekávaný operátor / Chyba ve výrazu: Neočekávaný operátor / Chyba ve výrazu: Neočekávaný operátor / Chyba ve výrazu: Neočekávaný operátor / Chyba ve výrazu: Neočekávaný operátor / Chyba ve výrazu: Neočekávaný operátor / Chyba ve výrazu: Neočekávaný operátor / Chyba ve výrazu: Neočekávaný operátor / Chyba ve výrazu: Neočekávaný operátor / Chyba ve výrazu: Neočekávaný operátor / Chyba ve výrazu: Neočekávaný operátor / Chyba ve výrazu: Neočekávaný operátor / -1.0000-0 | 102051 Q26780499 |                                                                                  | Na hrázi bývalého rybníka |
| Švédská lípa                                    |                                                     | Přísečnice 50°27′43″ s. š., 13°7′24″ v. d.                     | lípa malolistá                                                          | 398 | 102081 Q26787577 | Kategorie „Švédská lípa“ na Wikimedia Commons                                    | U silnice Přísečnice-Kovářská, u pomníčku švédským vojákům padlým v Bitvě u Přísečnice během třicetileté války.                                                                 |
| Račetický dub                                   | Račetice - památný dub                              | Račetice 50°18′22″ s. š., 13°21′57″ v. d.                      | dub letní                                                               | 300 | 102029 Q26787438 | Kategorie „Račetický dub“ na Wikimedia Commons                                   | V obci před kostelem |
| Radonická lípa                                  |                                                     | Radonice u Kadaně 50°17′53″ s. š., 13°17′7″ v. d.              | lípa malolistá                                                          | 380 | 102041 Q26787469 | Kategorie „Radonická lípa“ na Wikimedia Commons                                  | Na náměstí vedle kašny |
| Radonický javor                                 | Radonický javor                                     | Radonice u Kadaně 50°17′55″ s. š., 13°17′9″ v. d.              | javor klen                                                              | 330 | 102040 Q26787460 | Kategorie „Radonický javor“ na Wikimedia Commons                                 | Na okraji náměstí vedle radniční budovy |
| Dolní hradecký dub                              | Dolní hradecký dub                                  | Rokle 50°21′27″ s. š., 13°18′57″ v. d.                         | dub letní                                                               | 409 | 102038 Q26787444 | Kategorie „Dolní hradecký dub“ na Wikimedia Commons                              | Na zahradě vedle zemědělské usedlosti |
| Horní hradecký dub                              | Horní hradecký dub                                  | Rokle 50°21′20″ s. š., 13°18′46″ v. d.                         | dub letní                                                               | 330 | 102039 Q26787452 | Kategorie „Horní hradecký dub“ na Wikimedia Commons                              | Na okraji pole ve stráni vedle polní cesty |
| Soběsukský akát                                 | Soběsucký akát                                      | Soběsuky nad Ohří 50°21′2″ s. š., 13°25′36″ v. d.              | trnovník akát                                                           | 330 | 102048 Q26787511 | Kategorie „Soběsucký akát“ na Wikimedia Commons                                  | V obci proti zbořenému zámku |
| Svatojosefský dub v Soběsukách                  | Svatojosefský dub                                   | Soběsuky nad Ohří 50°21′5″ s. š., 13°25′30″ v. d.              | dub letní                                                               | 525 | 102036 Q26787442 | Kategorie „Svatojosefský dub v Soběsukách“ na Wikimedia Commons                  | V bývalém zámeckém parku |
| Lípa v Šerchově                                 |                                                     | Šerchov 50°30′14″ s. š., 13°23′21″ v. d.                       | lípa velkolistá                                                         | 560 | 102076 Q26787574 | Kategorie „Lípa v Šerchově“ na Wikimedia Commons                                 | listnatý háj, cca 400m JV od osady Šerchov |
| Meziříčská lípa                                 |                                                     | Úhošť 50°21′55″ s. š., 13°13′41″ v. d.                         | lípa malolistá                                                          | 347 | 102052 Q26787520 |                                                                                  | V meziříčském údolí u Donínského potoka |
| Lípa pod Úhoštěm                                | Lípa pod Úhoštěm                                    | Úhošťany 50°21′54″ s. š., 13°15′43″ v. d.                      | lípa malolistá                                                          | 585 | 102077 Q26787575 | Kategorie „Lípa pod Úhoštěm“ na Wikimedia Commons                                | Na hrázi bývalého rybníčku, na okraji pole za poslední zahrádkou |
| Svatohavelská lípa                              | Svatohavelská lípa                                  | Úhošťany 50°21′17″ s. š., 13°15′23″ v. d.                      | lípa malolistá                                                          | 310 | 102028 Q26787437 | Kategorie „Svatohavelská lípa“ na Wikimedia Commons                              | Na okraji obce před vchodem do zrušeného hřbitova, u cesty z Úhošťan do Brodců                                                                                                  |
| Úhošťanská lípa                                 | Úhošťanská lípa                                     | Úhošťany 50°21′17″ s. š., 13°15′32″ v. d.                      | lípa malolistá                                                          | 340 | 102058 Q26787561 | Kategorie „Úhošťanská lípa“ na Wikimedia Commons                                 | V obci na návsi u kostela sv. Havla |
| Vadkovický jírovec †                            |                                                     | Vadkovice                                                      | jírovec maďal                                                           | 347 | 102049           |                                                                                  | Na návsi mezi požární nádrží a sochou sv. Jana Nepomuckého |
| Jasan v Husově ulici                            | Jasan v Husově ulici                                | Vejprty 50°29′20″ s. š., 13°1′56″ v. d.                        | jasan ztepilý                                                           | 333 | 102063 Q26787565 | Kategorie „Jasan v Husově ulici“ na Wikimedia Commons                            | v Husově ulici proti garážím |
| Javor klen ve Vejprtech                         | Javor v Přísečnické ulici                           | Vejprty 50°29′34″ s. š., 13°2′15″ v. d.                        | javor klen                                                              | 337 | 105685 Q26790231 | Kategorie „Javor klen ve Vejprtech“ na Wikimedia Commons                         | Ve snahu nad serpentinou silnice vpravo při vjezdu do obce od Černého Potoka |
| Javor v ulici Přemysla Oráče                    | Javor v ulici Přemysla Oráče                        | Vejprty 50°29′22″ s. š., 13°1′59″ v. d.                        | javor klen                                                              | 368 | 102062 Q26787564 | Kategorie „Javor v ulici Přemysla Oráče“ na Wikimedia Commons                    | U ulice Přemysla Oráče, na dně údolí |
| Podlesické lípy                                 | Lípy v Podlesicích                                  | Veliká Ves 50°16′43″ s. š., 13°19′52″ v. d.                    | lípa malolistá (15)                                                     | & Chyba ve výrazu: Neočekávaný operátor / Chyba ve výrazu: Neočekávaný operátor / Chyba ve výrazu: Neočekávaný operátor / Chyba ve výrazu: Neočekávaný operátor / Chyba ve výrazu: Neočekávaný operátor / Chyba ve výrazu: Neočekávaný operátor / Chyba ve výrazu: Neočekávaný operátor / Chyba ve výrazu: Neočekávaný operátor / Chyba ve výrazu: Neočekávaný operátor / Chyba ve výrazu: Neočekávaný operátor / Chyba ve výrazu: Neočekávaný operátor / Chyba ve výrazu: Neočekávaný operátor / Chyba ve výrazu: Neočekávaný operátor / Chyba ve výrazu: Neočekávaný operátor / Chyba ve výrazu: Neočekávaný operátor / -1.0000-0 | 102035 Q26780492 | Kategorie „Podlesické lípy“ na Wikimedia Commons                                 | Na návsi po obvodu zdi bývalého hřbitova, lemující kostel svatého Vavřince |
| Vikletická lípa                                 | Vikletická lípa                                     | Vikletice 50°21′1″ s. š., 13°24′8″ v. d.                       | lípa malolistá                                                          | 342 | 102045 Q26787494 | Kategorie „Vikletická lípa“ na Wikimedia Commons                                 | V obci vedle kaple sv. Anny na křižovatce ulic |
| Vilémovský dub                                  | Vilémovský dub                                      | Vilémov u Kadaně 50°18′15″ s. š., 13°19′18″ v. d.              | dub letní                                                               | 370 | 102042 Q26787477 | Kategorie „Vilémovský dub“ na Wikimedia Commons                                  | U křižovatky silnic od nádraží ČD Vilémov a od Račetic |
| Skupina vamperských dubů                        | Vamperské duby                                      | Vinaře u Kadaně 50°20′16″ s. š., 13°19′49″ v. d.               | dub letní (2)                                                           | 351 357 | 102047 Q26780491 | Kategorie „Vamperské duby“ na Wikimedia Commons                                  | U silnice II/224 a v zalesněné souvrati; 1 dub letní při vichřici v r. 2007 vyvrácen – zrušovací rozhodnutí nedoručeno                                                          |
| Lípa u Vintířova                                | Lípa u Vintířova                                    | Vintířov u Radonic 50°18′20″ s. š., 13°17′3″ v. d.             | lípa malolistá                                                          | 320 | 102037 Q26787443 | Kategorie „Lípa u Vintířova“ na Wikimedia Commons                                | Vedle kapličky u křižovatky silnic z Kadaně do Radonic a Vintířova |
| Stromy ve Vintířovském parku                    | Stromy ve Vintířovském parku                        | Vintířov u Radonic 50°18′25″ s. š., 13°16′30″ v. d.            | dub zimní (2) buk lesní (1) ořešák černý (1) jírovec maďal (2) lípa (1) | & Chyba ve výrazu: Neočekávaný operátor / Chyba ve výrazu: Neočekávaný operátor / Chyba ve výrazu: Neočekávaný operátor / Chyba ve výrazu: Neočekávaný operátor / Chyba ve výrazu: Neočekávaný operátor / Chyba ve výrazu: Neočekávaný operátor / Chyba ve výrazu: Neočekávaný operátor / Chyba ve výrazu: Neočekávaný operátor / Chyba ve výrazu: Neočekávaný operátor / Chyba ve výrazu: Neočekávaný operátor / Chyba ve výrazu: Neočekávaný operátor / Chyba ve výrazu: Neočekávaný operátor / Chyba ve výrazu: Neočekávaný operátor / Chyba ve výrazu: Neočekávaný operátor / Chyba ve výrazu: Neočekávaný operátor / -1.0000-0 | 102078 Q26780493 | Kategorie „Stromy ve Vintířovském parku“ na Wikimedia Commons                    | V areálu zámeckého parku ve Vintířově; buk lesní červenolistý – zanikl v r. 2005; jasan – skácen v r. 2001; zrušovací rozhodnutí nedoručeno                                     |
| Vojnínská lípa                                  |                                                     | Vojnín 50°16′47″ s. š., 13°14′22″ v. d.                        | lípa malolistá                                                          | 400 | 102043 Q26787486 |                                                                                  | U kapličky na rozcestí cest z Vojnína do Kadaňského Rohozce a Sedlece |
| Javor u Volyně                                  | Javor u Volyně                                      | Volyně u Výsluní 50°26′45″ s. š., 13°13′2″ v. d.               | javor klen                                                              | 350 | 102070 Q26787571 | Kategorie „Javor u Volyně“ na Wikimedia Commons                                  | u býv.usedlosti vlevo od silnice k obci Volyně(cca 100 m) |
| Dolní úbočský smrk                              | Dolní úbočský smrk                                  | Vysoká Jedle 50°27′34″ s. š., 13°15′4″ v. d.                   | smrk ztepilý                                                            | 360 | 102021 Q26787431 | Kategorie „Dolní úbočský smrk“ na Wikimedia Commons                              | Na svahu u Prunéřovského potoka, u lesní komunikace |
| Horní úbočský smrk                              | Horní úbočský smrk                                  | Vysoká Jedle 50°27′36″ s. š., 13°15′5″ v. d.                   | smrk ztepilý                                                            | 320 | 102022 Q26787432 | Kategorie „Horní úbočský smrk“ na Wikimedia Commons                              | Na svahu u Prunéřovského potoka, u lesní komunikace |
| Zásadská lípa                                   | Zásadská lípa                                       | Zásada u Kadaně 50°22′23″ s. š., 13°13′49″ v. d.               | lípa malolistá                                                          | 390 | 102053 Q26787528 | Kategorie „Zásadská lípa“ na Wikimedia Commons                                   | V centru obce, u komunikace vedoucí k řece Ohři |
| Zelenská lípa                                   | Zelenská lípa                                       | Zelená 50°26′45″ s. š., 13°19′8″ v. d.                         | lípa malolistá                                                          | 520 | 102032 Q26787439 | Kategorie „Zelenská lípa“ na Wikimedia Commons                                   | V osadě Zelená, na travnaté ploše vedle komunikace Výška 15 m, obvod kmene 520 cm, stáří 200 let                                                                                |